# Novembre 1799

## Événements

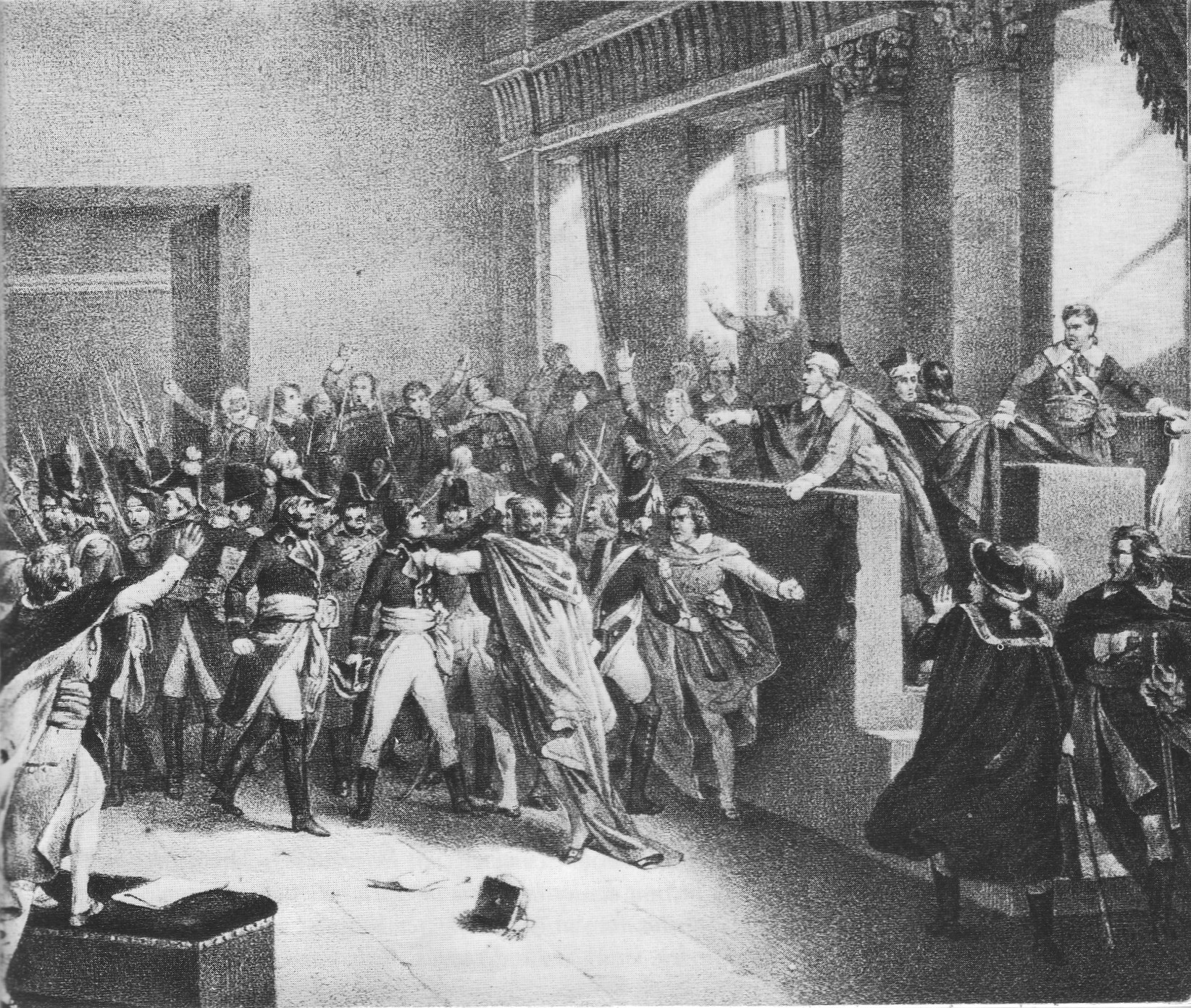
9 novembre : coup d'État du 18 Brumaire.

- 1er novembre : bataille de Damiette.

- 2 novembre : bataille du Lorey.

- 2 au 4 novembre, France : bataille des Aubiers.

- 4 novembre : 
  - Bataille du Mont-Guéhenno.
  - Combat de Vendel.

- 9 novembre (18 brumaire an VIII) : coup d'État du 18 Brumaire. Bonaparte renverse le Directoire, début du consulat provisoire.
  - le Conseil des Anciens vote le transfert du Corps législatif à Saint-Cloud pour le soustraire à une tentative de complot jacobin. Bonaparte reçoit le commandement des troupes, tandis que Sieyès obtient la démission des Directeurs. L'exécutif est vacant le 18 brumaire au soir. Le 19, à Saint-Cloud, Bonaparte se présente aux Anciens, puis aux Cinq-Cents. Il est hué, menacé. Le Président des Cinq-Cents, son frère Lucien Bonaparte, prend prétexte de ces menaces pour demander l'intervention de la troupe, qui dégage la salle des séances. Le législatif est vacant, ce qui n'était pas le but des conjurés qui souhaitaient une investiture légale par le Corps législatif. Dans la nuit, on parvient à réunir quelques députés des deux chambres, qui votent la suppression du Directoire et excluent 62 députés. Ils décident la formation d'une commission législative (Sieyès, Roger Ducos, Bonaparte) et désignent un comité pour réviser la Constitution.

- 10 novembre : première bataille de Redon.

- 11 novembre (20 brumaire an VIII) : Bonaparte nomme Martin Michel Charles Gaudin au poste de ministre des Finances au lendemain même du coup d'État du 18 brumaire. Il assurera ces fonctions pendant tout le Consulat et l'Empire jusqu'au 1er avril 1814, puis à nouveau pendant les Cent-Jours, du 20 mars au 22 juin 1815.

- 12 novembre (1er novembre du calendrier julien) : décret sur le statut des corporations en Russie[1].

- 13 novembre : Bataille de La Flocellière.

- 14 novembre : deuxième bataille de Redon.

- 18 novembre : bataille de Chambretaud.

- 30 novembre : Bataille de la Tour d'Elven.

## Naissances
- 19 novembre : René Caillé, explorateur français († 17 mai 1838)